# شادريك إغان
شادريك إغان (بالإنجليزية: Shadrach Eghan)‏ (4 يوليو 1994 في غانا - ) هو لاعب كرة قدم غاني في مركز الوسط. شارك مع منتخب غانا تحت 20 سنة لكرة القدم. أما مع النوادي، فقد لعب مع تفينتي أنشخيدة ونادي ستابك وJong FC Twente ‏.

## روابط خارجية
- شادريك إغان على موقع قاعدة بيانات كرة القدم.إي يو (الإنجليزية)
- شادريك إغان على موقع Soccerway.com (الإنجليزية)